# 二长闪长岩
二長閃長岩（英語：Monzodiorite）是一種侵入岩，其成分介於閃長岩和二長岩之間。 在 QAPF分類圖表中將其定義為粗粒火成岩，其中石英佔 QAPF 礦物成分的 0% 至 5%，斜長石佔長石總含量的 65% 至 90%，並含鈉 (%An < 50) .
本條目是根據英維“tuya” 編譯而來